# کنسرتو پیانو

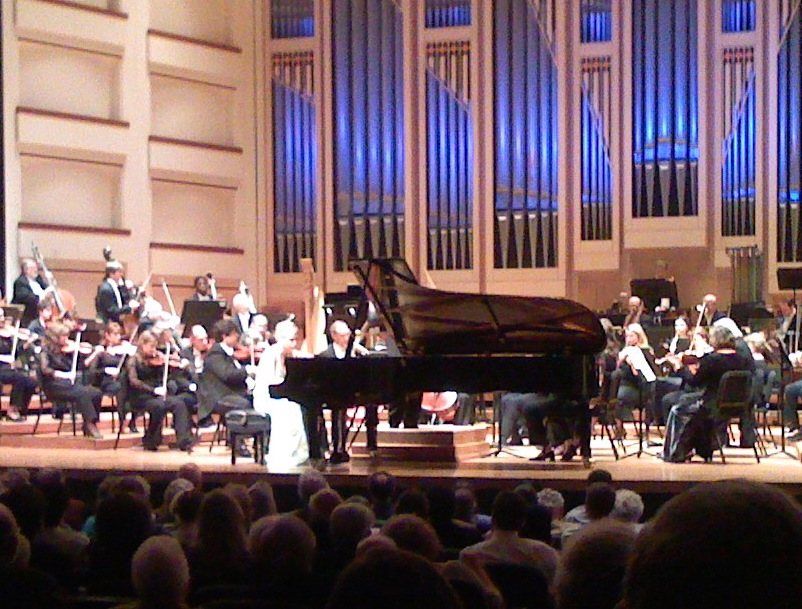
نگاره‌ای از اجرای یک کنسرتو پیانو

کنسرتو پیانو یا کنسرتوی پیانو (به انگلیسی: piano concerto) یا کنسرتو برای پیانو (به فرانسوی: concerto pour piano) فرمی از موسیقی است که در آن یک یا دو پیانو همراه با دستهٔ ارکستر به اجرا می‌پردارند. کنسرتوهای پیانو معمولاً از سه موومان تشکیل شده‌اند که موومان دوم معمولاً آرام‌تر از دو موومان دیگر است. تاکنون آثار زیادی در این فرم تصنیف شده‌اند. کنسرتوهای هارپسیکورد یوهان سباستیان باخ، که امروزه بیشتر با پیانو اجرا می‌شوند نیز از نمونه‌های کنسرتو پیانو به‌شمار می‌روند. از آثار شاخص در این فرم می‌توان به کنسرتو پیانو شماره ۵ بتهوون و کنسرتو پیانو شماره ۱چایکوفسکی و کنسرتو شماره ۲ (راخمانینف)اشاره کرد.